# 와우고등학교
와우고등학교(臥牛高等學校)는 대한민국 경기도 화성시 봉담읍 동화리에 있는 공립 고등학교이다.

## 학교 연혁
- 2023년 3월 1일 : 개교(초대 고기윤 교장 취임)
- 2023년 3월 27일 : 1학년 신입생 481명 입학(남 212명, 여 269명)
- 2024년 3월 4일 : 1학년 신입생 442명 입학(남 187명, 여 255명)

## 참고 자료
- 와우고등학교 - 한국교육학술정보원 학교알리미